# دورق كروي

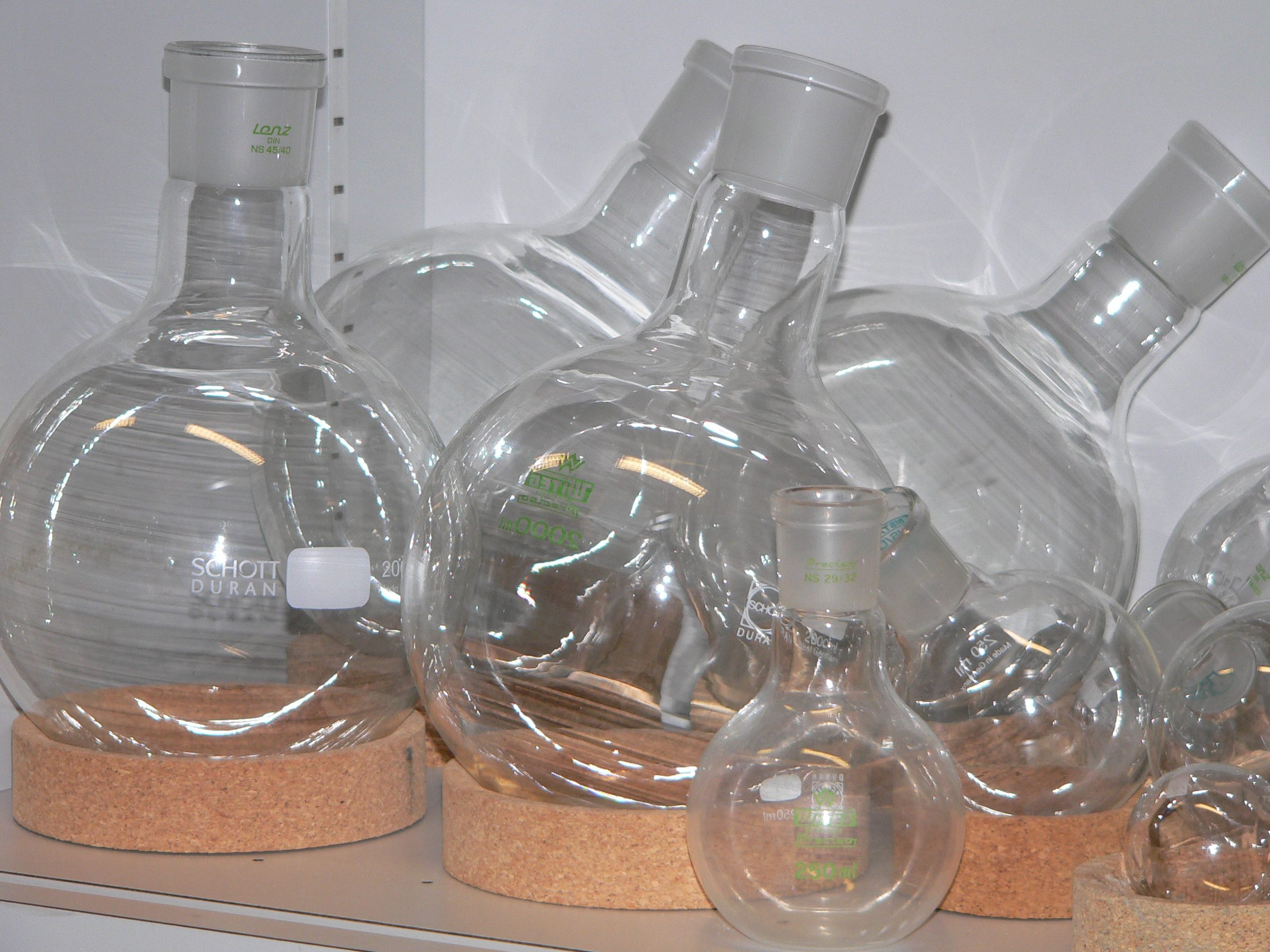
مجموعة من الدوارق الكروية.

عملية التقطيرفي المعمل بدون الحاجة إلى برج تقطير بالاستعانة بالدورق الكروي.

الدورق الكروي (بالإنجليزية: Round-bottom flask)‏ عبارة عن دورق أسفله كروي الشكل قد يكون بغطاء أو سدادة ويستعمل في المعامل الكيميائية. تصنع هذه الدوارق غالبا من الزجاج للأغراض الكيميائية وتوجد أنواع جديدة مصنوعة من البوروسيليكا المقاومة للحرارة.
تتوافر الدوارق الكروية بأحجام مختلفة من 5 ميلي لتر إلى 5 لتر وتكون نهاية الدورق مخروطية الشكل (انثى) لتمكين توصيلها بالأنابيب والتواصيل ذات النهايات الذكرية.
يوضع الدورق الكروي فوق حلقة دائرية لضمان استقرارها وتقبض من عنقها بواسطة كلابات خاصة بالمعامل.
تشمل تطبيقات الدورق الكروي التقطير، التفاعلات الكيميائية (كعاكس أو مكثف للراجع).